# Масло кедрового ореха
Масло кедрового ореха, также известное как кедровое масло — растительное масло, получаемое из ядер кедровых орехов, являющихся семенами кедровых сосен. Основным источником для получения кедрового масла являются орехи сосен двух видов: сосны кедровой сибирской и сосны кедровой корейской. Используется в качестве пищевого продукта, в составе косметических препаратов и БАДов.

## Получение масла

### Экстракционное масло
Экстракция — один из наиболее эффективных и экономичных способов получения масла из орешков. Измельченный кедровый орех экстрагируют органическим растворителем, который затем удаляют. Одна из проблем метода — остатки растворителя в продукте.

### Прессовое масло
Другой способ получения кедрового масла — прессование. Способ прост и достаточно производителен, поэтому кедровое масло, полученное по данной технологии, имеет также невысокую себестоимость. Чаще всего при прессовании осуществляется нагрев исходного сырья, чтобы получить больший выход масла. Однако, повышение температуры приводит к разрушению части веществ, определяющих его питательную и лечебную ценность, и к ухудшению органолептических свойств продукта.
«Холодное прессование» ядра кедрового ореха производится при минимальном нагреве или совсем без него, отчего получается намного меньше продукта, который, поэтому, имеет более высокую стоимость.

## Состав
Масло кедрового ореха содержит широкий набор полезных для организма веществ, в том числе:
- незаменимые полиненасыщенные жирные кислоты;
- витамины A, D, E;
- микроэлементы фосфор, калий, магний.

Витамина Е в масле — в среднем около 55 мг%, витамина Р — до 90 мг%. По содержанию витамина Е оно в 5 раз превосходит оливковое масло и в 3 раза кокосовое и одинаково с подсолнечным.
Содержание в кедровом масле незаменимых полиненасыщенных жирных кислот:
- олеиновая кислота — в среднем 15 %;
- линолевая кислота — в среднем 57 % (до 71,8 %);
- альфа-линоленовая кислота — в среднем 21 % (до 27,75 %).

Кедровое масло содержит пиноленовую кислоту, которая обычно составляет от 14 до 19% от состава всех жирных кислот. Было показано, что пиноленовая кислота метаболизируется до эйкозатриеновой кислоты.